# Igreja Presbiteriana Reformada Nacional da Bolívia
A Igreja Presbiteriana Reformada Nacional da Bolívia (IPRNB) (em espanhol Iglesia Presbiteriana Reformada Nacional de Bolivia) é uma denominação reformada na Bolívia, fundada em 2006, pelos pastores Miguel Condoretti e Cristian Vila. A denominação se espalhou pelo país, com igrejas em La Paz e El Alto. Em 23 de abril de 2022, seu Presbitério foi formalmente organizado, com o auxílio da Igreja Presbiteriana Reformada da América do Norte.

## História
Em 2006, os pastores Miguel Condoretti e Cristian Vila fundaram a Igreja Presbiteriana Reformada Nacional da Bolívia (IPRNB). A partir da conversão de pessoas e plantação de igrejas, a denominação se espalhou pelo país. Igrejas foram fundada em La Paz e El Alto.
Em 2018, a denominação entrou em contato com a Igreja Presbiteriana Reformada da América do Norte, que fornecei auxílio à denominação na preparação de obreiros e recomendações quanto à organização da igreja.
Em 23 de abril de 2022, seu Presbitério foi formalmente organizado e o Rev. Cristian Vila eleito moderador da denominação.

## Doutrina
A IEPB adota a Confissão de Fé de Westminster, Catecismo Maior de Westminster e Breve Catecismo de Westminster. A denominação se diferencia de outras denominações presbiterianas do país, visto que se opõe a ordenação de mulheres, pratica a salmodia exclusiva e a guarda do domingo.